# Werner Latscha
Werner Latscha (* 4. März 1925 in Zürich; † 29. November 2019 ebenda) war ein Schweizer Jurist und Bahnmanager. Er war von 1974 bis 1984 Generaldirektor der Schweizerischen Bundesbahnen und von 1984 bis 1990 Präsident der Generaldirektion. Damals waren der Generaldirektion drei Kreisdirektionen direkt unterstellt – in Lausanne, Luzern und Zürich.
Latscha wuchs als Sohn eines Wagenführers der VBZ in Zürich auf. Er absolvierte dort eine kaufmännische Lehre und arbeitete verschiedentlich als kaufmännischer Angestellter. 1947 absolvierte er die Matura und studierte bis 1952 Rechtswissenschaften in Zürich und Genf. Sein Studium schloss er mit einem Doktorat ab.

## Berufliche Stationen als Jurist
- 1953–1960 Sekretär der Industriellen Betriebe der Stadt Zürich
- 1954 Erwerb des Zürcher Rechtsanwaltspatents
- 1960–1973 Direktor der VBZ
- 1959–1973 Direktor der Zürichsee-Schifffahrtsgesellschaft
- 1962–1973 Leiter der Forchbahn

Die drei vorgenannten Ämter in Personalunion.
- 1974–1984 Generaldirektor der SBB; er löste Roger Desponds ab.
- 1984–1990 Präsident der SBB-Generaldirektion.

## Weitere Ämter
- 1968–1973 Präsident des Ausschusses für Verkehrswirtschaft der Union International des Verbandes öffentlicher Verkehr
- 1971–1973 Vizepräsident des Verbandes öffentlicher Verkehr
- 1984–1991 Verwaltungsrat bei der Swissair
- 1990–1998 Präsident des Verkehrshauses in Luzern

## Werke
- Die Delegation von Rechtsetzungskompetenzen vom Bund an die Kantone. P. G. Keller, Winterthur 1953. (Diss. jur. Zürich 1953).
- Progrès réalisés dans la perception automatique. Bruxelles 1967. (Union internationale des transports publics, Bruxelles: 37e Congrès international, Barcelone, 1967; 7).
- La rentabilité dans les entreprises de transports publics. UITP, Bruxelles 1969. (Union internationale des transports publics, Bruxelles, 38e Congrès international, Londres 1969; 6).
- Fazit. In: Hansrudolf Schwabe; Alex Amstein u. a.: 3 x 50 Jahre Schweizer Eisenbahnen in Vergangenheit, Gegenwart und Zukunft. Pharos-Verlag, Basel 1997, ISBN 3723002358.
- Niklaus Riggenbach (1817-1899). In: Sieben Bergbahnpioniere. Verein für Wirtschaftshistorische Studien, Zürich 2005, ISBN 3909059341. (Schweizer Pioniere der Wirtschaft und Technik; 81).